# الکساندرا اسکوبار
الکساندرا اسکوبار (انگلیسی: Alexandra Escobar؛ زادهٔ ۱۷ ژوئیهٔ ۱۹۸۰) وزنه‌بردار اهل اکوادور است.
وی در مسابقات کشوری و بین‌المللی در مجموع برندهٔ ۵ مدال طلا، ۲ مدال نقره، ۱ مدال برنز شده‌است.